# Hans Johansen (biolog)
 Der er flere personer med dette navn, se Hans Johansen.
Hans Johansen (2. december 1897 i Riga – 18. december 1973) var professor i biologi, først ved Tomsk Statsuniversitet, siden ved Københavns Universitet.
Han blev født i Riga i Letland af danske forældre og blev student i Estland. Som ung student kom han til Tomsk for at studerede naturvidenskab. Der kom han i kontakt med den russiske ornitolog Hermann Johansen, med hvem Hans Johansen i øvrigt ikke var beslægtet. Under Den russiske Borgerkrig, hvor Johansen var afskåret fra omverdenen, vandrede han gennem mere end toår omkring i Altai-bjergene og indsamlede fugle. Fra 1921-1924 opholdt han sig i München, hvor han fortsatte studierne og blev doktor i geografi. Han vendte efterfølgende tilbage til Tomsk og var fra 1927 assistent for Hermann Johansen. Efter dennes død i 1930, blev Hans Johansen udnævnt til professor. Imidlertid blev han i oktober 1937, som alle andre udenlandske statsborgere, udvist af Sovjetunionen. Han kom til Danmark, hvor han fra 1944 var ansat ved Zoologisk Museum og ledede Ringmærkningscentralen (1943-1960). Han købte et hus i Nordmarken på Læsø, hvis landskab mindede ham om Sibiriens. Han skænkede senere huset med en 400 tdr land stor grund till Københavns Universitet. Det blev indrettet til feltlaboratorium, hvilket det stadig fungerer som.
Hans Johansen skrev fra 1944 til langt ind i 1960'erne en lang række afhandlinger om fuglefaunaen i det vestlige Sibirien. De blev trykt i Journal für Ornithologie.
- Johansen, Hans (1944-65). Die Vogelfauna Westsibiriens

Om Læsølaboratorierne – se
Münster-Svendsen, Mikael (1998) Københavns Universitets Læsø-laboratorier. Dansk Naturhistorisk Forenings Tidsskrift 8: 52-58.